# Routh
Routh – wieś w Anglii, w hrabstwie East Riding of Yorkshire. Leży 15 km na północ od miasta Hull i 263 km na północ od Londynu. W 2001 miejscowość liczyła 94 mieszkańców.